# Francisco Becerril
Francisco Becerril (Cuenca, 1494-ibid. 1 de marzo de 1572) fue un orfebre y ensayador español de la Casa de la Moneda en Cuenca, considerado como uno de los más importantes del siglo XVI irradiando su estilo por todo el sureste de España, aunque la influencia  de esta familia de plateros llegó a todo el conjunto español e iberoamericano.

## Biografía
Nacido hacia 1494, era miembro de una notable familia de plateros instalada en la ciudad de Cuenca cuya reputación era una de las mejores entre los orfebres españoles coetáneos, que supieron interpretar del modo más acabado el nuevo estilo clásico italiano preponderante en la época. Era hijo de Álvaro Becerril, también platero, oriundo de Potes, casado con María López y residente en Cuenca desde la infancia, a donde llegó hacia 1485 junto a su hermano Alonso, también platero. Francisco era nieto de Rodrigo de Potes, vecino de Paredes de Nava que se había casado con María Sánchez. Era una familia supuestamente hidalga descendiente de la casa solar de Arce.
Respecto a su formación, aunque no hay registros documentados, es bastante probable que Francisco aprendiera el oficio con su padre.
Su hijo, Cristóbal Becerril (Cuenca, c. 1539-1585) también fue un reputado platero que también «centralizó en torno suyo una parte considerable del movimiento artístico conquense, gracias a su fecundidad y a la modernidad de sus diseños de carácter renacentista.»
Poco más se sabe de su vida familiar en Cuenca donde falleció en 1572.

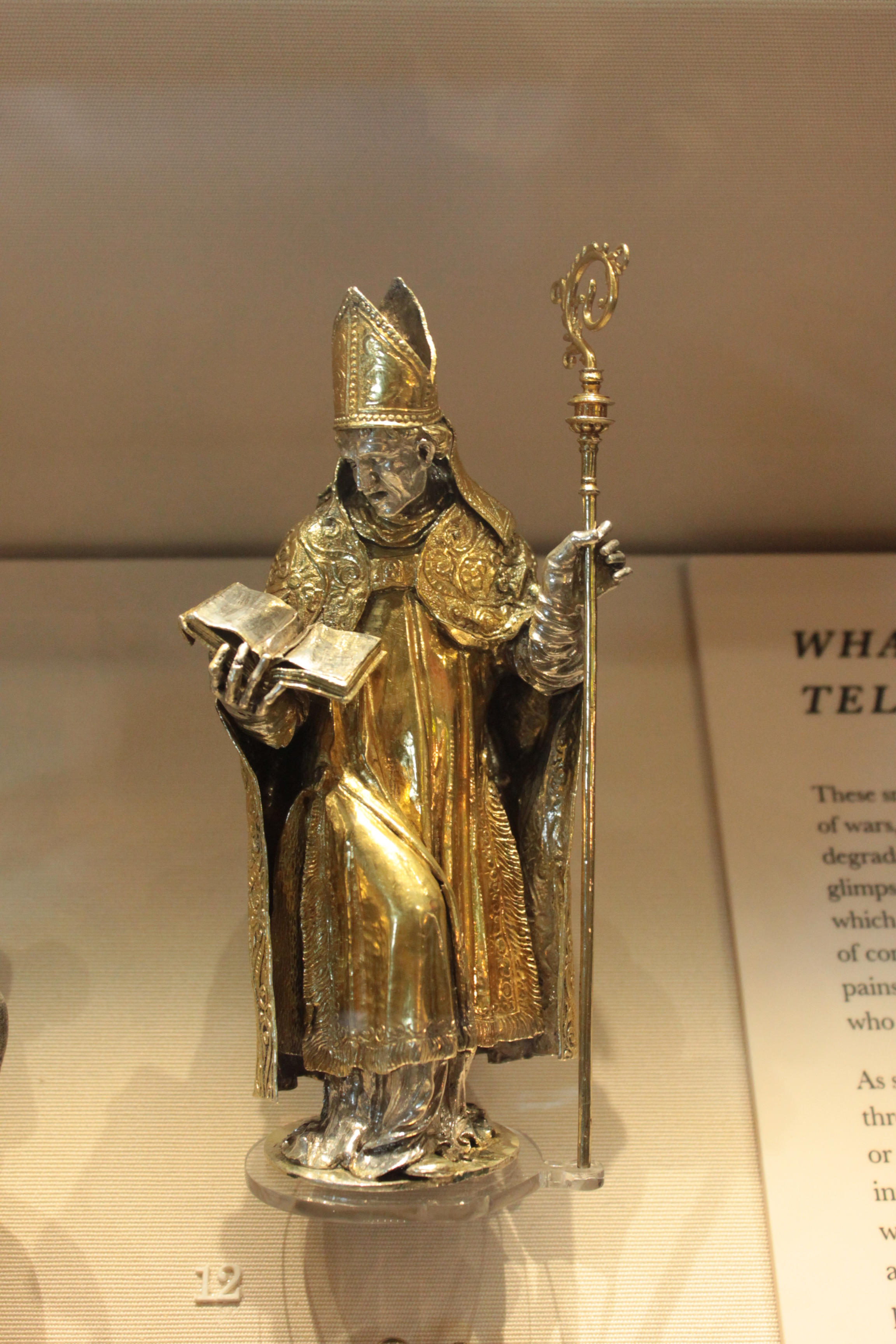
Figura de plata de San Agustín de Hipona que pudo haber formado parte de la custodia de la Catedral de Cuenca. Museo de Victoria y Alberto

## Obras

### La custodia de la catedral de Cuenca
En opinión de las investigadores y estudiosos sobre este artista, «la custodia de la catedral de Cuenca, deshecha en 1808 por los soldados franceses, fue la obra de mayor envergadura salida de las manos de Francisco Becerril y, sin duda, una de las más hermosas de España. Las novedades que introdujo en ella el platero conquense, tuvieron amplia repercusión en otros puntos de la geografía española, ya que por la fecha en la que fue contratada, el 21 de noviembre de 1527, la sitúan cronológicamente en primer lugar con respecto a las de Juan Ruiz, Antonio de Arfe o Pedro Lamaisson, autores de las custodias más significativas de la segunda generación de plateros del S.XVI, en las que siguieron sus directrices.» Esta obra ya perdida, «abrió camino a todas las demás custodias platerescas» conocidas y estudiadas. Fue la obra que más tiempo le ocupó, «prácticamente toda su vida», desde 1528 hasta 1573.

Esta pieza fue encargada por el obispo Diego Ramírez de Villaescusa y su coste ascendió a unos 16.616 ducados (casi seis millones de maravedíes). Dimas Pérez Ramírez la describía así:
“Se componía de tres cuerpos y remate final, además de llevar en las esquinas desde la misma base otros templetes, triangulares, de dos pisos y remate, unidos por contrafuertes, en forma de bestiones, al edificio principal de los tres cuerpos, dando lugar todo ello a un bellísimo e imponente conjunto arquitectónico de estilo netamente plateresco y de notables proporciones. En el primer cuerpo, después de la peana y la repeana, se hallaba, en figuras de bulto, la Santa Cena, en el segundo iba la custodia propiamente dicha, con el viril para el Santísimo Sacramento, y en el tercero, de planta octogonal, el sepulcro vacío con el ángel, las tres Marías y unos soldados. El remate de la custodia estaba formado por una estatuilla de Cristo resucitado”.

### Cálices
- Altarejos (Cuenca), 1525-1550.
- Villarejo del Espartal (Cuenca), 1525-1550.
- Catedral de Cuenca, c. 1550.
- Valparaíso de Abajo (Cuenca), c. 1550.
- Museo Arqueológico Nacional, Madrid, c. 1550.
- Albendea (Cuenca), c. 1550.
- Castejón (Cuenca), Custodia de asiento, Buendía (Cuenca), c. 1550.
- Quintanar del Rey (Cuenca), 1550-1570.
- Buenache de Alarcón (Cuenca), 1550-1570.

### Custodias
- Custodia de asiento: Museo Diocesano, Cuenca, 1529 y en Iniesta (Cuenca), 1556; 1550-1560;
- Custodia de sol: Museo Diocesano (Cuenca); c. 1550; y en la parroquia de El Salvador, Cuenca, 1560- 1572.

### Cruces procesionales
- La Puerta (Guadalajara), 1540.
- Villarrobledo (Albacete), 1541.
- Requena (Valencia), c. 1560.
- Parroquia de San Andrés, Cuenca, c. 1560.
- Villar de Saz (Cuenca), c. 1565.
- Portalrubio de Guadamejud (Cuenca), c. 1565.
- Guadix (Granada), c. 1565.
- Huete (Cuenca), 1565-1570.

### Portapaces
- Uclés, Cuenca, 1565.[18][19] Encargado por la Orden de Santiago para su convento de Uclés, fue trasladado a la catedral de Ciudad Real en 1876 y destruido durante la guerra civil española en 1936. En 1987 se recuperaron 14 piezas esmaltadas de éste que hoy se exponen en el Museo Diocesano de Ciudad Real.
- Catedral de Cuenca, cuatro portapaces desaparecidos durante la guerra civil española.[19]
- Munébrega, (Zaragoza).[19]

### Otros trabajos
- Figuras exentas, Museo Victoria y Alberto, London, 1528-1560.
- Corona Virgen del Sagrario, catedral, Cuenca, 1543.
- Apliques de cruz procesional, Museo Lázaro Galdiano, Madrid, 1565-1570.